# Epitoxis myopsychoides
Epitoxis myopsychoides är en fjärilsart som beskrevs av Embrik Strand 1912. Epitoxis myopsychoides ingår i släktet Epitoxis och familjen björnspinnare. Inga underarter finns listade i Catalogue of Life.